# L'Adieu aux armes (film, 1957)
Pour les articles homonymes, voir L'Adieu aux armes (homonymie).
Pour plus de détails, voir Fiche technique et Distribution.
L'Adieu aux armes (titre original : A Farewell to Arms) est un film de guerre américain réalisé par Charles Vidor, sorti en 1957.
Il s'agit de la seconde adaptation du roman homonyme d'Ernest Hemingway, publié en 1929, qui fait suite à celle réalisée en 1932 par Frank Borzage, avec Gary Cooper et Helen Hayes.
Le film a été tourné en Italie, notamment dans les Alpes à Venzone dans la province d'Udine, dans la région du Frioul-Vénétie Julienne.

## Synopsis
En 1917, la Première Guerre mondiale vit une année décisive. Sur le front, l'infirmière britannique Catherine Bakley tombe amoureuse du lieutenant américain Frédéric Henry, servant dans une unité d'ambulance de l'armée italienne, qui se remet d'une blessure. Ils entament une liaison. Mise en déroute à Caporetto, l'armée italienne recule.

## Fiche technique
- Titre : L'Adieu aux armes
- Titre original : A Farewell to Arms
- Réalisation : Charles Vidor, assisté d'Andrew Marton (non crédité)
- Scénario : Ben Hecht, d'après le roman L'Adieu aux armes de Ernest Hemingway
- Photographie : Oswald Morris, Piero Portalupi et (non crédité) James Wong Howe
- Montage : John M. Fowley, Gerard J. Wilson et James E. Newcom
- Cadreur : Arthur Ibbetson
- Musique : Mario Nascimbene
- Création des décors : Alfred Junge
- Décors de plateau et costumes (non crédités à ce dernier titre) : Veniero Colasanti et John Moore
- Producteur : David O. Selznick
- Société de production : 20th Century Fox
- Pays de production :  États-Unis
- Langue : anglais
- Format : couleur (DeLuxe), CinemaScope — 35 mm — 2,35:1 — Son : Mono
- Genre : Drame, guerre
- Durée : 152 minutes
- Dates de sortie : 
  - États-Unis : 14 décembre 1957
  - France 26 mars 1958

## Distribution
- Rock Hudson (VF : Jean-Claude Michel) : le lieutenant Frédéric Henry
- Jennifer Jones (VF : Mony Dalmès) : Catherine Barkley
- Vittorio De Sica (VF : Roger Tréville) : Major Rinaldi
- Luigi Barzini : le colonel de la cour martiale
- Georges Bréhat : Capitaine Bassi
- Oskar Homolka (VF : Raymond Rognoni) : Dr Emerich
- Mercedes McCambridge (VF : Jacqueline Porel) : Mme Van Campen
- Elaine Stritch (VF : Paula Dehelly) : Helen Ferguson
- Kurt Kasznar (VF : Fernand Rauzéna) : Bonello
- Victor Francen : Colonel Valentini
- Alberto Sordi (VF : Pierre Leproux) : Père Galli
- Leopoldo Trieste (VF : Michel Roux) : Passini
- Franco Interlenghi (VF : Serge Lhorca) : Ayrno
- Bud Spencer : le carabinier
- Johanna Hofer : Mme Zimmermann
- José Nieto : Major Stampi
- Sam Levene (non crédité) : un sergent suisse

## Récompenses et distinctions
- Oscars : Nomination pour l'Oscar du meilleur acteur dans un second rôle pour Vittorio De Sica

## Autour du film
- Le roman avait déjà été adapté pour le cinéma en 1932 : L'Adieu aux armes (A Farewell to Arms) réalisé par Frank Borzage, avec Gary Cooper et Helen Hayes.
- Le budget du film s'est élevé à 4 100 000 $[réf. souhaitée]